# Alessandro Mori
Alessandro Mori (Redondesco, 1840 – Castel Goffredo, 1914) è stato un religioso italiano.

## Biografia
Fu ordinato sacerdote nel 1867 e ricoprì i ruoli di vicario parrocchiale a Redondesco e Castelnuovo d'Asola e qui parroco nel 1874. Dal 1891 al 1914 fu parroco prevosto di Castel Goffredo dove, nel 1893, aprì le Cucine economiche per i poveri e nel 1894 fondò la Società di mutuo soccorso femminile. Nel 1902 fondò il "Teatro Parrocchiale San Luigi", attivo ancora oggi.
Il 28 novembre 1895 per volere di alcuni cittadini e di alcuni sacerdoti (don Lorenzo Terlera, don Domenico Bodini), don Alessandro Mori istituì la locale Cassa Rurale.
Nel 1914 ottenne la nomina di cameriere segreto di papa Pio X e fu uno dei protagonisti del movimento cattolico del mantovano.
Castel Goffredo ha intitolato al sacerdote una via della città.